# 吉氏豹鲂鮄
吉氏豹鲂鮄（学名：Dactyloptena gilberti）又名飛角魚、紅飛魚、雞角、海胡蠅、番雞公，为輻鰭魚綱鮋形目飛角魚亞目飛角魚科豹鲂鮄属的鱼类。分布于日本、西北太平洋以及中国南海、台湾海峡等海域，棲息深度20-73公尺，體長可達25公分，棲息在底層水域，生活習性不明。